# Парк-Ридж (Нью-Джерсі)
Парк-Ридж (англ. Park Ridge) — місто (англ. borough) в США, в окрузі Берген штату Нью-Джерсі. Населення — 8883 особи (2020).

## Географія
Парк-Ридж розташований за координатами 41°2′11″ пн. ш. 74°2′37″ зх. д. / 41.03639° пн. ш. 74.04361° зх. д. (41.036300, -74.043561).  За даними Бюро перепису населення США в 2010 році місто мало площу 6,74 км², з яких 6,69 км² — суходіл та 0,05 км² — водойми.

## Демографія
Згідно з переписом 2010 року, у селищі мешкало 8645 осіб у 3283 домогосподарствах у складі 2352 родин. Було 3428 помешкань
Расовий склад населення:
| - 89,1 % — білих - 6,1 % — азіатів - 1,0 % — чорних або афроамериканців - 0,2 % — корінних американців - 2,6 % — осіб інших рас |

До двох чи більше рас належало 0,9 %. Частка іспаномовних становила 7,7 % від усіх жителів.
За віковим діапазоном населення розподілялося таким чином: 22,9 % — особи молодші 18 років, 57,9 % — особи у віці 18—64 років, 19,2 % — особи у віці 65 років та старші. Медіана віку мешканця становила 45,2 року. На 100 осіб жіночої статі у селищі припадало 93,3 чоловіків;  на 100 жінок у віці від 18 років та старших — 89,6 чоловіків також старших 18 років.
Середній дохід на одне домашнє господарство  становив 138 533 долари США (медіана — 104 047), а середній дохід на одну сім'ю — 162 337 доларів (медіана — 128 382). Медіана доходів становила 73 906 доларів для чоловіків та 66 408 доларів для жінок. За межею бідності перебувало 3,2 % осіб, у тому числі 3,1 % дітей у віці до 18 років та 3,6 % осіб у віці 65 років та старших.
Цивільне працевлаштоване населення становило 4137 осіб. Основні галузі зайнятості: освіта, охорона здоров'я та соціальна допомога — 22,3 %, науковці, спеціалісти, менеджери — 17,1 %, виробництво — 11,4 %, роздрібна торгівля — 10,0 %.